# Eonian
Eonian är det tionde studioalbumet av det norska black metal-bandet Dimmu Borgir. Albumet släpptes 4 maj 2018.

## Produktion
Produktionen av Eonian startade redan 2012. Albumet är självproducerat medan inspelningen sköttes av Jens Bogren. Albumet fick en blandat mottagande. Jason Deaville i Metal Injection gav albumet 10 av 10 möjliga poäng. Phil Boozeman i Metalsucks gav albumet 2 poäng av 5 möjliga. Allmusics James Christopher Monger gav Eonian 3,5 av 5 möjliga poeng.

## Låtlista
1. "The Unveiling" – 5:47
2. "Interdimensional Summit" – 4:39
3. "Ætheric" – 5:27
4. "Council of Wolves and Snakes" – 5:19
5. "The Empyrean Phoenix" – 4:44
6. "Lightbringer" – 6:06
7. "I Am Sovereign" – 6:48
8. "Archaic Correspondence" – 4:55
9. "Alpha Aeon Omega" – 5:18
10. "Rite of Passage" (instrumental) – 5:16

- Text och musik: Dimmu Borgir

## Medverkande
Musiker (Dimmu Borgir-medlemmar)
- Shagrath (Stian Tomt Thoresen) – sång, basgitarr, keyboard, sampling
- Silenoz (Sven Atle Kopperud) – rytmgitarr, basgitarr, sång
- Galder (Tom Rune Andersen Orre) – gitarr, basgitarr

Bidragande musiker
- Martin Lopez – percussion
- Mikkel Gaup – jojk
- Daray (Dariusz Brzozowski) – trummor
- Gerlioz (Geir Bratland) – keyboard
- Schola Cantorum (kör)
  - Kördirigent – Gunvald Ottesen
  - Körmedlemmar – Agnes Winsents, Agnieszka Pikuta, Annika Belisle, Carl-Christian Kure, Christian Fjellstad, Erik Hedmo, Geirmund Simonsen, Gunhild Marina Tjernstad, Guro Schjelderup, Hauk J. Røsten, Hilde Stenseng, Hugo Herrman, Inger Helseth, Karen Austad Christensen, Lars Christen Hausken, Martin Røsok, Ragnhild E. Bye Lütken, Ragnhild Kleppe, Svein Oskar Smogeli, Synnøve Sætre, Tekla Lou Fure Brandsæter, Thomas Ringen, Vilde Bolstad Bakken, Vilde Groth Pettersen, Øyvind Sætre, Åste Jensen Sjøvaag

Produktion
- Dimmu Borgir – producent, ljudmix, mastering
- Jens Bogren – ljudtekniker, producent
- David Castillo – ljudtekniker
- Gerlioz – arrangering, ljudtekniker
- Gaute Storås – arrangering (kör)
- Linus Corneliusson – redigering
- Jock Loveband – ljudtekniker
- Tony Lindgren – mastering
- Marcelo Vasco – omslagsdesign
- Zbigniew Bielak – omslagskonst
- Per Heimly, Stefan Heilemann – foto